# Асимилација Талиша
Асимилација Талиша је социо-културни процес током којег Талиши престају да се идентификују као део талишке етничке и културне заједнице. Асимилација се одвија кроз идентификацију са културом, религијом, националним или политичким идеалима асимилацијске средине или кроз мешовите бракове.

## Асимилација
Утицај етничких процеса, пре свега процеса природне асимилације, на промену етничког састава становништва био је још значајнији него у претходном периоду. Асимилација од стране Азербејџанаца народа Шахдашке групе, Тата, Талиша, итд., допринела је повећању апсолутног броја Азербејџанаца и њиховог удела у целокупном становништву републике. Тако су у попису из 1959. године и у наредним пописима Талиши назвали азербејџански својим матерњим језиком, а себе Азербејџанима. Међутим, део Талиша је наставио да сматра Талиш својим матерњим језиком. Према попису из 1897. године, у Руској империји је живело 35.219 Талиша, а према попису из 1926. године у Азербејџанској ССР је било 77.039 Талиша. Од 1959. до 1989. Талиши нису били укључени ни у један попис као посебна етничка група, већ су се сматрали делом Азербејџана, односно Турака, иако Талиши говоре ирански. Године 1999. азербејџанска влада је изјавила да у Азербејџану има само 76.800 Талиша, али се верује да је то испод стварног броја с обзиром на проблеме са регистрацијом као Талиша. Неки тврде да је број Талиша који насељавају јужне регионе Азербејџана 500 000. Према Талишком културном центру у Ланкарану, у Масали има 60% Талиша, само 2 села у Ланкарану су турска, Астара је потпуно талишка, само у Лерику 2 села су такође турска. Добијање тачне статистике је тешко због недостатка поузданих извора, мешовитих бракова и опадања знања талишког језика. Иако су Талиши угњетавани сиромаштвом, незапосленошћу, недостатком основне инфраструктуре као што је струја, они имају висок наталитет и самим тим ће њихов удео у азербејџанском становништву расти. Ова питања, у комбинацији са страхом од одмазде и перцепцијом дослуха између Талиша и Јерменије, у великој мери утврђују Талише у њиховом етничком идентитету и национализму.